# Supercoppa ceca (pallavolo maschile)
La Supercoppa ceca è una competizione pallavolistica maschile per squadre di club ceche, organizzata annualmente dalla Federazione pallavolistica della Repubblica Ceca.

## Albo d'oro
| Edizione      | Edizione          | Podio       | Podio     | Podio            |
| Anno          | Sede della finale | Campione    | Risultato | Finalista        |
| ------------- | ----------------- | ----------- | --------- | ---------------- |
| 2021 Dettagli | Liberec           | Karlovarsko | 3 - 1     | Dukla Liberec    |
| 2022 Dettagli | Svitavy           | Karlovarsko | 3 - 0     | České Budějovice |

## Palmarès
| Squadra     | Titolo | Edizione   |
| ----------- | ------ | ---------- |
| Karlovarsko | 2      | 2021, 2022 |